# ویندرمیر (فلوریدا)
ویندرمیر (به انگلیسی: Windermere) شهری در شهرستان اورنج ایالت فلوریدا است که در سال ۱۹۲۵ بنیان‌گذاری شده‌است. این شهر طبق سرشماری سال ۲۰۱۰ میلادی، ۲٬۴۶۲ نفر جمعیت داشته و مساحت آن نیز ۲٫۹ کیلومتر مربع است.